# Даліта Аванесян
Даліта Артін Аванесян (Даліта, вірм. Դալիթա Արթին Ավանեսյան, нар. 19 вересня 1999, Тегеран, Іран) — вірменська співачка, учасниця Дитячого конкурсу пісні Євробачення-2011, який відбувся 3 грудня 2011 року в «Спортивному комплексі імені Карена Демірчяна» (Єреван, Вірменія), де вона представляла Вірменію з піснею «Welcome to Armenia» (вірм. «Բարի գալուստ Հայաստան»).

## Біографія
Молода співачка живе в Єревані, столиці Вірменії. Починаючи з 6 років бере участь у різних конкурсах краси.
Навчається в «Музичній школі № 1» імені Олександра Спендаряна, в трьох різних напрямках: фортепіано, гітара і вокал, в освітньому комплексі «Альманах» імені Анжели Арутюнян. Займається плаванням і великим тенісом.

## Активність
Даліта вела рубрику «Дитячі новини» на 2-му вірменському телеканалі в програмі «Доброго ранку Вірменія».
Була кореспондентом «Bumbumik Show» на телеканалах «Кентрон» і «ATV» у 2010 р. Брала участь на телеканалі «Шант» у програмі «прихований талант», де представляючи свої навички вийшла до півфіналу. Взяла участь у гала-концерті.
Знялася в багатьох епізодах серіалу «шилашпот» на телеканалі «Шант» програма для дітей Єралаш.
В даний час знімається в телеканалі «Вірменія ТВ», програмі «Чарлі Show» — де грає роль Чарліти.
В молодіжному журналі «YES» має свою власну сторінку з рубрикою «Dalita і друзі».
Зараз також виступає в Театрі-студії Арташеса Алексаняна в спектаклі «Суд вірмен — суд всього людства», а також знімається в серіалі «Каргін серіал» разом з відомими Місцевими акторами.
Гостювала в багатьох теле і радіо передачах.
Є автором 16 пісень, випустила 9 відеокліпів, які включені в різні музичні CD і DVD альбоми.
У листопаді 2015 року вона випустила свій перший альбом "Welcome to Armenia", що названий по імені пісні, яку вона співала в Дитячому Євробаченні 2011.

## Визнання
- 2005 — стала переможницею в конкурсі краси «Міс Вірменія».
- 2006 — стала володаркою номінації «Міс реклама».
- 2007 — перемогла в «республіканському конкурс-фестивалі, імені Олександра Спендаряна, молодих музичних виконавців». Завоювала титул «Міс талант».
- 2008 — стала володаркою сертифіката «почесного члена» за прояв унікального внеску на конкурсі «Міс і містер світу».
- 2009 — отримала свою першу премію у конкурсі «Золотий очерет», перемогла в конкурсі «Міс Топ-модель 2009 року»[6] і нагороджена спеціальним призом від знаменитого боксера — Алекса Абрахама.
- 2009 — 2010 — зайняла перше місце в «Вірменській олімпіаді танців».
- 2010 — участь у вірменському відбірковому турі на Дитяче Євробачення і опинилася в п'ятірці кращих. На телеканалі «Шант» брала участь в конкурсі «Прихований талант»[7] де представляючи свої навички, вийшла в півфінал, брала участь у гала-концерті і знялася в декількох епізодах серіалу «Єралаш».
- 2011 — стала володаркою грамоти за «Кращий хіт». Перемогла у відбірковому турі Дитячого Євробачення у Вірменії і представила країну[8] у фіналі конкурсу, посівши у підсумку п'яте місце[9].
- 2012 — удостоїлася звання «Маленька співачка року» (арм. «Տարվա փոքրիկ երգչուհի»).
- 2012— в конкурсі — фестивалі «Міс школярка» удостоїлася титулу «Міс Досконалість» і отримала приз.
- 2012— у конкурсі «StyleScreen» удостоїлася титулу «Стильна юнак співачка» і отримала приз.
- 2013 — брала участь у Вірменській національній премії як почесний гість (Москва, Кремль).
- 2013 р. у Національний молодіжний премії «Multiknik» пісня «Мам джан» виграла в номінації «Кращий хіт і відео року»
- 2014 р. на 30 травня відбувся перший сольний концерт молодої співачки в Лівані.
- 2014 р. в 5-8 жовтня брала участь у міжнародному Фестивалі російської культури на Мальті «Мальтійська Ліра», отримала номінацію «Золотий мікрофон»
- 2014 р. удостоїлася нагороди за головну роль у фільмі «В таборі» Національної дитячо-молодіжної щорічної премії «Multiknik».
- 2014 р. у Премії «Вірменія, Арцах, Діаспора» отримала нагороду як «Краща молодіжна співачка».